# 无瘤木贼
无瘤木贼（学名：Equisetum hyemale sp. affine）为木贼科木贼属下的一个亚种。

## 扩展阅读
- 維基物種上的相關：无瘤木贼